# 인창 (군인)
인창(중국어 간체자: 荫昌, 정체자: 廕昌, 병음: Yìnchāng; 1859–1928 또는 1934)는 청나라와 중화민국의 중국 군인, 주독일 대사, 교육 개혁가였다. 그는 청나라 말기 최초의 병부 대신으로 임명되었다. 중화민국 시기에는 북양정부의 모든 총통의 군 참모총장을 역임했다. 그는 만주족으로, 그의 가족은 만주 팔기의 정백기에 속했다. 그는 정백기 왕자의 칭호를 가졌고, 궁정에서는 오루(五/午楼)로 불렸다.

## 전기

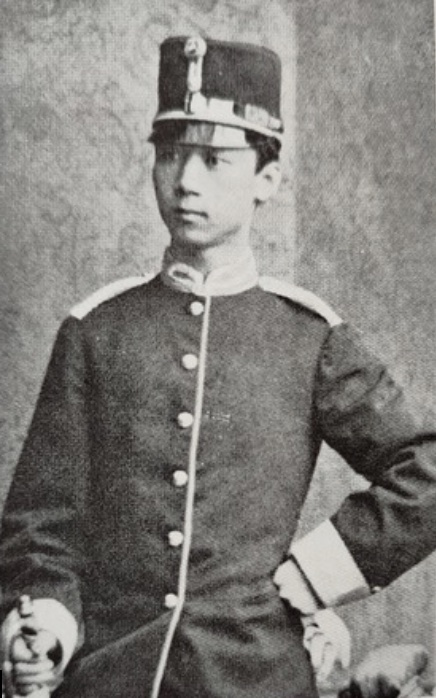
인창, 1883년 5월 24일 오스트리아 제84보병연대 중위

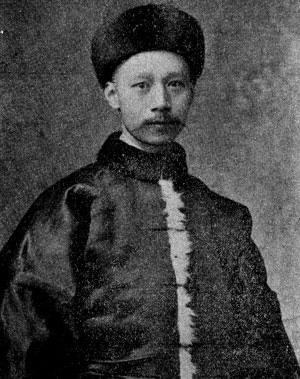
1891년 8월 15일, 베이징. 프리드리히 하이어 폰 로젠펠트 주방위군 대위 기록

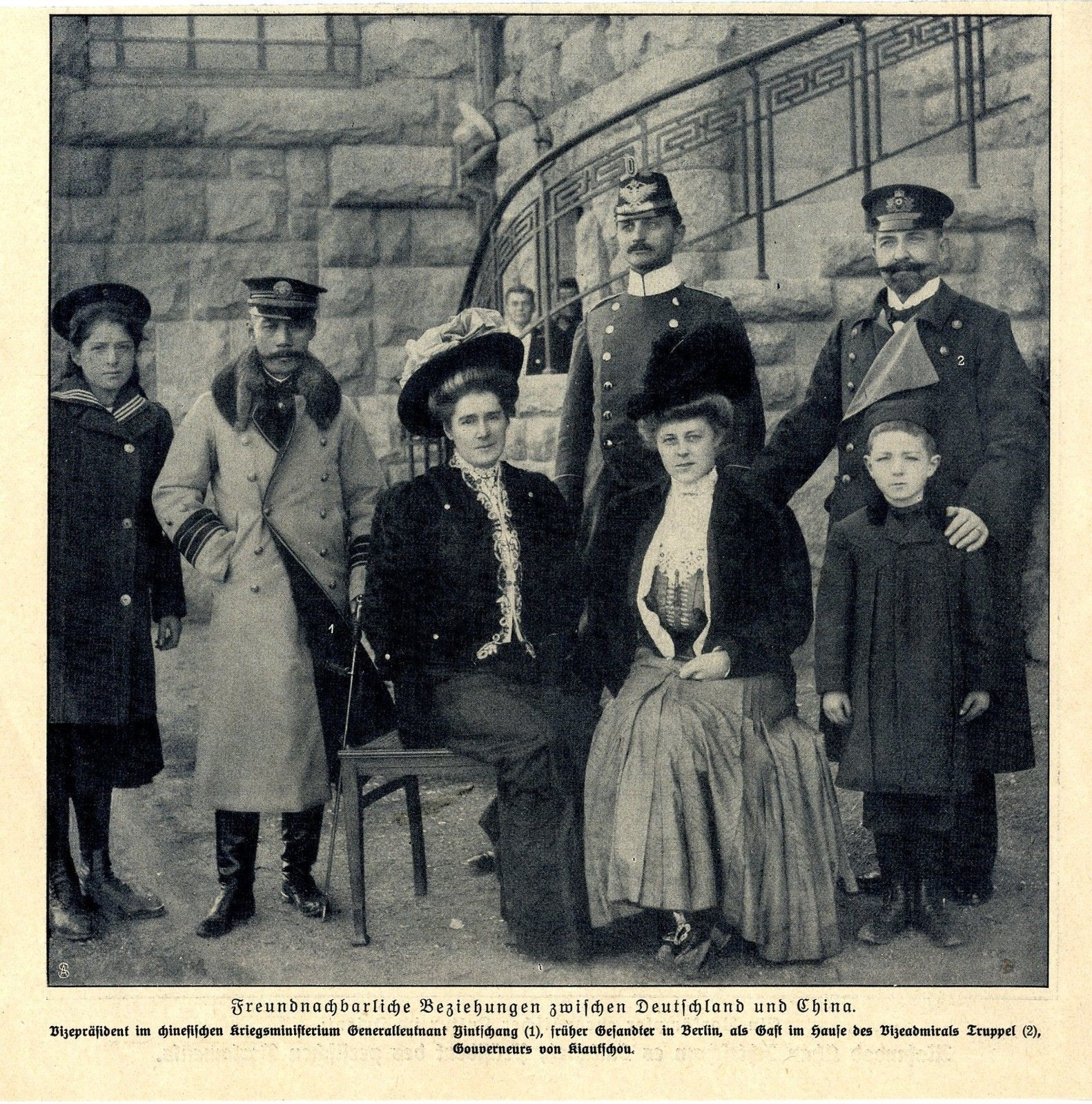
칭다오 총독 관저에서 독일 자오저우만 조차지 총독 트루펠과 함께 있는 인창

### 청나라 시기
원래 인창은 국자감의 학생이었고, 1872년에는 베이징시의 동문관에서 독일어를 공부했다. 1877년에 그는 빈과 암스테르담에 사무실을 둔 베를린의 새로 설립된 중국 대사관에 주재관으로 독일에 파견되었다. 베를린에 도착했을 때 그는 독일어 회화에 능통하지 않아 3급 번역가에서 4급 번역가로 강등되었다. 인창은 고지 독일어, 베를린식 어투, 그리고 제국 척탄병의 사투리까지 숙달하여 이러한 부족함을 빠르게 보완했다. 독일 중국학의 창시자 게오르크 폰 데어 가벨렌츠(Georg von der Gabelentz)는 1883년 출판된 그의 저서 "Chinesische Grammatik" 서문에서 인창과의 우정을 인정하며 그의 책 원고 검토 작업과 독일어 문법 실력을 칭찬했다. 베를린에 머무는 동안 인창은 독일인 여성과 결혼하여 딸을 두었다.
1879년에 인창은 그로스-리히터펠데의 독일 육군사관학교에 4년간 입학했다. 그는 동료 학생 빌헬름 2세 황태자와 동시에 군사 과학을 공부했다. 그의 연구는 이후 그의 경력에 결정적인 영향을 미쳤다. 이 기간 동안 그는 탄약 및 무기 제조업체인 크루프 가문을 처음 알게 되었고 그들과 친분을 쌓았다. 군사 훈련을 더하기 위해 인창은 1883년에 빈에 주둔한 바우어 남작 휘하 오스트리아 제84보병연대의 중위로 파견되었다. 그는 빈 생활 방식의 열렬한 신봉자가 되었다.
인창은 1884년 중국으로 소환되어 처음에는 톈진 해군사관학교에 배정되었으나, 12월에는 베이징으로 소환되어 황제를 위한 독일군 특사 통역관으로 일했다. 1885년 6월까지 인창은 톈진 군사학원(天津武備學堂)의 군사 과학 교관으로 임명되어 독일 장교들을 초청하여 독일 군사 기술 연구와 실습을 가르치게 했다. 이듬해 그는 학원 총감으로 승진했다. 미래의 중화민국 총통 펑궈장이 그의 지도 아래에서 학생이었다.
청일 전쟁 이후, 독일은 시모노세키 조약 협상에 참여했고, 두 명의 독일 선교사 암살을 빌미로 산둥성의 자오저우만 조차지를 주장했다. 1898년, 하인리히 왕자는 동아시아 해군 비행대와 함께 톈진으로 입항했다. 인창은 자오저우만 지역과 칭다오 항구에 대한 독일의 주장을 협상하기 위해 소환되었다. 인창은 하인리히 왕자의 임무를 군사적 성공이 아닌 외교적 성공으로 바꾸어 그를 황실에서 영접한 최초의 외국 군주로 만들었다. 1899년 겨울, 인창은 산둥성의 철도 및 광산 권리, 그리고 칭다오 조차지에 대한 독일과의 협상을 주도했다. 그의 협상은 1901년 9월 7일 베이징에서 서명된 신축조약의 일부가 되었다. 그 후 이 조항들은 톈진 의정서에 통합되었고, 이는 1918년 제1차 세계대전을 종식시킨 독일과의 평화 조약의 일부가 되었다.
의화단 운동 중, 열강 8국의 군대가 포위된 공사관을 구원하기 위해 베이징을 습격했을 때, 인창은 독일군으로 무장한 병사들을 이끌고 광서제와 서태후를 자금성 뒷문을 통해 외국인들이 미치지 못하는 산시성의 안전한 곳으로 호위했다. 1899년에 그는 대승상 영록 휘하의 외국 훈련군인 오위군 (또는 근위대)의 참모 장교가 되었다.
1901년에 인창은 정백기 주둔군 부도통(正白旗漢軍副都統)으로 임명되었다. 그해 8월 1901년에 그는 주독일 중국 대사(베를린)로 임명되었다. 또한 1901년 9월, 황제의 칙령에 따라 인창은 짜이펑과 함께 독일로 가서 의화단 운동 중 클레멘스 폰 케텔러 남작 살해에 대해 빌헬름 2세 황제에게 중국의 유감을 표하는 특별 임무를 맡았다. 이 임무는 예상치 못한 성공을 거두었으며, 중국을 벗어난 첫 번째 황실 구성원인 짜이펑은 호기심 많고 열정적인 군중들의 열렬한 환영을 받았다. 몇 차례 협상 끝에 황제는 짜이펑을 성대하게 영접하고 어린 왕자에게 기뻐하며 단치히에서 50,000명의 병력 군사 훈련을 참관하도록 초대했다. 국제 언론은 그의 모든 행보를 보도했고, 그의 인기는 서태후에게 약간의 불안감을 주어 유럽 여행의 나머지를 단축하게 만들었다.
대사로서 인창은 다국어 구사자였으며, 만주어와 중국어(관화)를 모국어로 사용했고, 독일어에 능통했을 뿐만 아니라 외교 언어인 프랑스어와 영어도 구사했다. 황제와 그의 궁정은 그가 베를린 방언을 유창하게 구사하는 것에 매료되어 그를 인기 있는 인물로 만들었다. 인창 대사의 독일 체류 기간 동안, 대사 보고서에는 그가 황제의 가끔 술 친구였다는 기록이 남아 있다. 빌헬름 2세 황제는 한 국가의 군사력을 현대화하는 문제에 관심을 가졌다. 황제는 인창에게 현대군의 조직, 훈련, 규율 및 장비에 대해 많은 것을 가르쳤다. 또한 이 기간 동안 인창은 네덜란드 대사로 한동안 대리 역할을 맡아달라는 요청을 받았다. 독일에 돌아온 그는 빌헬름 2세 황제의 셋째 아들 아달베르트 폰 프로이센 왕자의 중국 국빈 방문을 주선했다.
1905년에 그는 중국으로 소환되어 베이징의 귀족 학당(貴冑學堂總辦)의 교장으로 임명되었다. 인창은 머리를 잘랐기 때문에 자주 조정에 소환될 때 공식 모자에 가발 땋은 머리를 부착했는데, 이는 늙은 관리들의 불만을 샀다. 그는 중국군의 전통적인 군복을 독일군의 군복을 모델로 한 군복으로 바꾸는 것으로 현대화 캠페인을 시작했다. 장비는 크루프에서 무기와 탄약을 주문했다. 인창은 과거제 폐지의 주요 옹호자였으며, 이는 중국의 현대화에 필수적이라고 생각했다. 무엇보다도 이는 광범위한 영향을 미쳤다. 유교 경전을 대체함으로써 교육 과정이 과학 및 인문학의 현대 학문 분야로 열렸다. 오직 관직 임명을 통한 사회적 승진 대신, 학생들은 군사 등 어떤 직업을 준비하기 위해 자신의 관심사를 추구할 수 있었다.
1906년 9월 인창은 장쑤성 북부의 총사령관이 되었고, 두 달 후에는 육군 참모총장이 되었다. 1908년 9월까지 그는 주독일 중국 대사로 재임명되었으나, 안후이성에서의 가을 군사 훈련 때문에 출발을 지연했다. 그 후 11월 14일 광서제의 갑작스러운 죽음, 이어서 15일 서태후의 죽음, 그리고 뒤이은 짜이펑의 섭정 임명으로 인해 인창은 1909년 봄까지 부임할 수 없었다. 섭정 짜이펑은 광서제와 무술변법에 대한 배신 때문에 위안스카이를 처형하려 했다. 인창은 위안스카이를 변호했고, 짜이펑은 그의 형을 베이징에서 추방하는 것으로 감형했다. 베를린에 아내와 수행원과 함께 도착한 인창은 장군 복장에 외안경과 칼을 찬 채 언론에 사교계 유명 인사이자 바람둥이로 비춰졌다. 1910년 인창은 병부 상서 대리(陸軍部尚書)직을 맡기 위해 중국으로 소환되었다. 독일에서의 일을 떠나기를 꺼려했던 인창은 "우리나라가 짧은 시간 안에 큰 성과를 거둘 수 있을 만큼 아직 충분히 발전했다고 생각하지 않는다. 나는 나의 임명을 부러워할 만한 것이나, 매우 놀라운 결과를 달성할 수 있을 만한 것으로 보지 않는다."라고 말했다.

### 신해혁명과 북양정부 시기

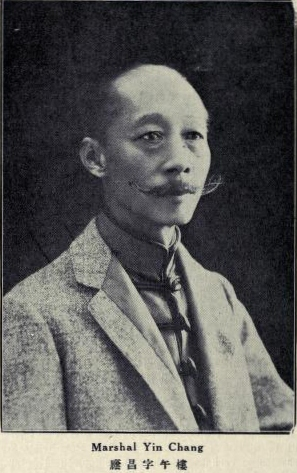
인창 (Who's Who in China 3rd ed., 1925)

1910년 9월, 인창은 베이징 근교에 주둔한 모든 육군 사단의 총참모장(訓練近畿陸軍各鎮大臣)이 되었다. 3개월 후, 인창은 경친왕 내각의 첫 병부 대신으로 임명되었고, 그는 군대의 여러 부서를 자신의 지휘 아래 통합했다. 병부 대신으로서 인창은 세 가지 목표를 달성하고자 했다. 즉, 부처의 효율성과 경제성 향상, 군 직업 개선, 군대의 국가 지휘 체계 확립이었다. 전문성을 심어주기 위해 그는 모든 장교에게 근무 시 군복을 입고 모든 공식 및 민간 행사에서 군사 경례를 사용하도록 명령했다. 그의 행동은 군대 내에 애국심과 자부심을 고취하는 데 성공했다. 첫 번째 병부 대신으로서 인창은 군대에 대한 일반 정보와 군대의 기능 및 책임에 대해 국민들에게 교육하는 데 전념했다. 그는 학교에서 군사를 과목으로 지정하고, 제국 대학에 군사 과정을 추가함으로써 애국심을 고취시키고자 했다. 그는 중학교와 초등학교 교육 과정에 군사 훈련 및 지시뿐만 아니라 체육도 포함하도록 요구했다. 인창의 개혁 노력은 전통주의자들, 자신의 이익과 기득권을 보호하려는 관리들, 그리고 권력을 지키려는 지방 정부들의 반대에 부딪혔다. 그의 작업 결과가 나타나기 전에 만주 왕조는 무너졌다. 그의 작업의 여러 측면은 후대 정권에 의해 각자의 목적에 맞게 계승되었다.
1911년 5월, 인창은 정식 장군으로 진급했지만 내각에도 남아 있었다. 그해 8월 신해혁명이 발발하자 인창 장군은 제국군 총사령관으로 임명되어 후베이성의 혁명군을 진압하기 위해 파견되었다. 그러나 그가 전선에 도착하자마자 청나라 군대에 대한 그의 지휘권은 위안스카이 총리에 의해 철회되어 중요한 무기 및 탄약 공장이 무방비 상태로 남겨졌다. 이는 입헌 군주제에 대한 모든 희망을 소멸시켰다. 베이징으로 돌아온 그는 총참모장으로 임명되었으나 위안스카이가 자신의 내각을 수립하자 사임했다. 원수 인창이 후베이에 계속 남아 있었더라면 혁명은 성공하지 못했을 것이라는 추측이 있다. 1912년 2월 12일 황제의 퇴위로 군주제가 폐지되자, 인창은 내각에서 사임하며 왕자들의 날을 기념했다. 몽골인 1명과 만주족 왕자 8명이 일제히 사임했다.
1912년 3월 10일, 중화민국이 수립되고 위안스카이가 베이징의 임시 총통이 되자, 북양정부는 인창을 외교부 고문으로 임명했다. 그는 또한 궁궐의 작은 조정과 북양 공화국 사이의 특사 역할도 맡았다. 1912년 12월, 인창은 정식 장군으로 복귀했으며 동시에 위안스카이 총통의 군사 참모총장(總統府軍事處處長)으로도 재직했다. 인창은 제국의 다른 관리들의 신중한 선례를 따라 1913년에 독일이 통제하는 칭다오에 재산을 매입할 필요성을 느꼈다. 1914년 5월 공화국 상원이 설립되자 인창은 만주족의 두 명의 국가 대표 중 한 명이 되었다. 이듬해인 1915년 1월 13일, 상원 첫 의원들은 관악사에서 인창의 주관으로 위안스카이 총통을 대신하여 취임 선서를 했다. 1915년 5월, 위안스카이는 쑨원이 선포한 국가를 폐지하고, “중화는 우주에 영웅적으로 서 있다….”(1915-1921)라는 인창 장군의 작사, 왕루의 작곡으로 새로운 중화민국 국가를 발표했다. 이 시기에 위안스카이는 그의 일곱째 딸이자 미인인 전위안푸를 인창의 아들인 인톄거(인창으로도 알려짐)에게 주어 동맹을 맺었다. 인창의 만류에도 불구하고 위안스카이가 1915년 8월 스스로 황제임을 선포하자 그는 정부에서 사임했다. 이듬해인 1916년 6월 위안스카이가 사망하자 인창은 리위안훙 총통 휘하의 군사 참모총장 직위로 복귀했다.
1917년 7월 1일 아침, 왕당파 장군 장훈의 군대가 베이징에 진입하여 푸이의 중국 황제 복원을 선포했을 때, 인창은 공화국에서 사임하고 자금성으로 들어가 황실 근위대 사령관이 되었다. 이 복원 시도가 열흘 만에 실패하자 인창은 대안이 없어 자살을 시도했다. 공식적으로 그는 수석 군사 고문으로 남아 있었고, 10월에 직무를 재개하며 1등 황금 메달을 받았다.
1917년 12월까지 인창은 공화국의 총참모장으로 복귀했다. 1919년 1월, 그는 쉬스창에 의해 다시 총통의 군사 참모총장으로 임명되었고, 이 직책을 후임 총통인 리위안훙, 펑궈장, 그리고 쉬스창에게도 계속 역임했다.
1922년 10월 21일, 인창은 공화국 대표 자격으로 푸이 황제와 정백기 고불로 가문의 만주족 공주 완룽의 결혼식에 참석했다. 1923년 1월, 만주 궁정은 자금성에서 마지막 성대한 축하 행사를 가졌다. 인창은 공화국의 공식 축하를 황제에게 공개적으로 전달하고 리위안훙 총통의 특별 선물을 증정하도록 위임받았다. 인창은 “지금까지 한 일은 공화국을 대표하여 한 것이지만, 이제 저는 개인적으로 황제께 경의를 표하겠습니다.”라고 결론을 맺으며 전통적인 절을 올렸다. 공화국 업무에 참여했음에도 불구하고 인창이 옛 왕조와 결코 단절하지 않았다는 사실은 변함없었다.
말년에는 장제스 총사령관의 군사 고문을 지냈다. 1923년 10월, 그는 "좡웨이(莊威將)"라는 칭호와 함께 원수 칭호를 받았다. 그는 1928년 또는 1934년에 베이징에서 사망했다.

## 수상 및 명예
- 쌍룡장 (중국)

## 내용주
1. ↑  인창은 그의 개인 이름이다. 인창의 시대에 대부분의 만주족은 성씨를 사용하지 않았다.[4]

## 일반 출처
- Seuberlich, Wolfgang. “Yin-Ch’ang Notes on a Manchu General and Diplomat of the Transitional Period" Lydia Brüll & Ulrich Kemper (Eds.) «Asien. Tradition und Fortschrift. Festschrift für Horst Hammitzsch zu seinem 60. Geburtstag», Harrassowitz Verlag, Wiesbaden, 1971, pp. 569 - 583.
- Xu Youchun (徐友春) (main ed.) (2007). 《Unabridged Biographical Dictionary of the Republic, Revised and Enlarged Version (民国人物大辞典 增订版)》. 허베이성 인민 출판사 (Hebei Renmin Chubanshe; 河北人民出版社). ISBN 978-7-202-03014-1.
- Gaimusyô Zyôhôbu [Intelligence Department of Ministry for Foreign Affairs, Japan] (1928). 《Gendai Sinazin Meikan Kaitei [The Directory of Current Chinese, revised edition]》. Tôa Dôbunkai Tyôsa Hensyûbu [Researching and Compilation Department of Toua Doubunkai].
- Who's Who in China 3rd ed. The China Weekly Review (Shanghai), 1925.
- ·Yin Chang, “The Awakening of China”, trans. unknown, The Dresden Daily(English Language Daily), No. 88, Saturday, May 19, 1906.
- Hauptmann Friedrich Heyer von Rosenfeld Archives, Berlin State Library, Prussian Cultural Heritage.

| 군 경력   | 군 경력                        | 군 경력     |
| --------- | ------------------------------ | ----------- |
| 이전 톄량 | 청나라의 육군부 대신 1911–1912 | 이후 왕스전 |